# Municipio de Osolo
El municipio de Osolo (en inglés: Osolo Township) es un municipio ubicado en el condado de Elkhart en el estado estadounidense de Indiana. En el año 2010 tenía una población de 28032 habitantes y una densidad poblacional de 415,89 personas por km².

## Geografía
El municipio de Osolo se encuentra ubicado en las coordenadas 41°43′39″N 85°57′4″O / 41.72750, -85.95111. Según la Oficina del Censo de los Estados Unidos, el municipio tiene una superficie total de 67.4 km², de la cual 64.75 km² corresponden a tierra firme y (3.93%) 2.65 km² es agua.

## Demografía
Según el censo de 2010, había 28032 personas residiendo en el municipio de Osolo. La densidad de población era de 415,89 hab./km². De los 28032 habitantes, el municipio de Osolo estaba compuesto por el 84.95% blancos, el 5.1% eran afroamericanos, el 0.33% eran amerindios, el 1.55% eran asiáticos, el 0.05% eran isleños del Pacífico, el 5.08% eran de otras razas y el 2.95% pertenecían a dos o más razas. Del total de la población el 9.81% eran hispanos o latinos de cualquier raza.